# Elias Geßler
Elias Geßler (* vor dem 26. September 1539 in Memmingen; † zwischen 1616 und 1619 in Straßburg) war Büchsenmeister in Straßburg.

## Leben
Elias Geßler wurde im oberschwäbischen Memmingen geboren. Er wanderte 1565 nach Straßburg aus und war dort bis 1616 als Büchsenmeister tätig. Dort erwarb er 1565 das Bürgerrecht und heiratete. Er war Lehrmeister seines ersten und dritten Sohnes. Der erste Sohn führte die väterliche Werkstatt weiter. Als Sicherheit für eine Anlage gab er sein Haus. Urkundlich lassen sich von ihm zwei Söhne und zwei Töchter fassen. In den Urkunden ist Elias Geßler als Büchsenschmied und Büchsenmacher genannt. Er ist 1585 als Rechner und 1616 als Stubenmeister in den Innungsämtern nachgewiesen. Das Haus Metzgerstraße 3 neben dem Gasthaus zum Ochsen gehörte ihm 1587. Seine Frau schloss 1619 eine weitere Ehe mit dem Büchsenmacher Paulus Heßler, wonach geschlossen werden kann, dass er vorher verstorben ist.